# Atletica leggera ai Giochi della XVIII Olimpiade - Salto triplo

Video della Finale (film ufficiale dei Giochi)

La competizione del salto triplo di atletica leggera ai Giochi della XVIII Olimpiade si è disputata il giorno 16 ottobre 1964 allo Stadio Nazionale di Tokyo.

## L'eccellenza mondiale
| Campione olimpico 1960 | 16,81      | Józef Szmidt | Presente |
| Primatista mondiale    | 17,03 1960 | Józef Szmidt | Presente |
| Campione europeo 1962  | 16,55      | Józef Szmidt | Presente |

Józef Szmidt, il campione in carica, viene operato ad un ginocchio meno di due mesi prima dei Giochi. Poi rimane fuori dai riflettori: disputa una sola gara, dove salta solo 15,81.

## Risultati

### Turno eliminatorio
Qualificazione15,80 m
Tredici atleti ottengono la misura richiesta. 

La miglior prestazione appartiene a Frederick Alsop (GBR) con 16,41 m.
| Pos. | Atleta               | Nazione          | Salti | Salti | Salti | Misura |
| Pos. | Atleta               | Nazione          | 1°    | 2°    | 3°    | Misura |
| ---- | -------------------- | ---------------- | ----- | ----- | ----- | ------ |
| 1    | Frederick Alsop      | Gran Bretagna    | n     | 15,21 | 16,41 | 16,41  |
| 2    | Ira Davis            | Stati Uniti      | 16,29 | -     | -     | 16,29  |
| 3    | Manfred Hinze        | Germania         | 14,10 | 15,47 | 16,23 | 16,23  |
| 4    | Georgi Stojkovski    | Bulgaria         | 16,21 | -     | -     | 16,21  |
| 5    | Józef Szmidt         | Polonia          | 16,18 | -     | -     | 16,18  |
| 6    | Jan Jaskólski        | Polonia          | 16,10 | -     | -     | 16,10  |
| 7    | Takayuki Okazaki     | Giappone         | 15,76 | 15,47 | 16,05 | 16,05  |
| 8    | Hans-Jürgen Rückborn | Germania         | 15,88 | -     | -     | 15,88  |
| 9    | Oleg Fedoseev        | Unione Sovietica | 15,87 | -     | -     | 15,87  |
| 10   | Mansour Dia          | Senegal          | 15,64 | 15,84 | -     | 15,84  |
| 11   | Şerban Ciochină      | Romania          | 15,81 | -     | -     | 15,81  |
| 11   | Viktor Kravčenko     | Unione Sovietica | 15,81 | -     | -     | 15,81  |
| 13   | Bill Sharpe          | Stati Uniti      | 15,80 | -     | -     | 15,80  |
| 14   | Günter Krivec        | Germania         | n     | 15,78 | 15,78 | 15,78  |
| 15   | Ian Tomlinson        | Australia        | 15,09 | 15,76 | 15,34 | 15,76  |
| 16   | Vitol'd Kreer        | Unione Sovietica | 15,71 | 15,57 | 15,69 | 15,71  |
| 17   | Koji Sakurai         | Giappone         | 15,42 | 15,59 | 15,45 | 15,59  |
| 18   | Mike Ralph           | Gran Bretagna    | 15,09 | 13,98 | 15,57 | 15,57  |
| 19   | Henrik Kalocsai      | Ungheria         | n     | 15,53 | 15,15 | 15,53  |
| 20   | Luis Felipe Areta    | Spagna           | 15,41 | n     | n     | 15,41  |
| 21   | Kent Floerke         | Stati Uniti      | 15,36 | n     | 15,33 | 15,36  |
| 22   | George Ogan          | Nigeria          | n     | 15,35 | 15,28 | 15,35  |
| 23   | Aşkın Tuna           | Turchia          | 15,08 | 15,21 | n     | 15,21  |
| 24   | Christian Ohiri      | Nigeria          | 14,35 | 15,08 | 15,00 | 15,08  |
| 25   | Éric Battista        | Francia          | 15,04 | n     | n     | 15,04  |
| 26   | Labh Singh           | India            | 14,95 | n     | 14,74 | 14,95  |
| 27   | Lyuben Gurgushinov   | Bulgaria         | 14,75 | n     | n     | 14,75  |
| 28   | Marc Rabémila        | Madagascar       | 14,15 | 14,62 | 13,92 | 14,62  |
| 29   | Hartley Saunders     | Bahamas          | 14,59 | 13,75 | 14,58 | 14,59  |
| 30   | Hwang Jeong-Dae      | Corea del Sud    | n     | n     | 13,98 | 13,98  |
| 31   | Samir Vincent        | Iraq             | n     | n     | 13,85 | 13,85  |
| 32   | Chu Ming             | Hong Kong        | 13,50 | 13,25 | n     | 13,50  |
| -    | Graham Boase         | Australia        | n     | n     | n     | NM     |
| -    | Tomio Ota            | Giappone         | n     | n     | n     | NM     |

### Finale
Stadio Nazionale, venerdì 16 ottobre.
Al primo turno parte bene il britannico Alsop che, con 16,46, conduce la classifica dopo la prima prova. 

Al secondo salto passa in testa il campione uscente Józef Szmidt con 16,65. Gli altri concorrenti sono intimiditi: solo il russo Kravchenko infila un buon salto (16,38) con cui si piazza al secondo posto. Il terzo turno non muove i piani alti della classifica.

Alla quarta prova, mentre Szmidt fa un nullo, Kravchenko si porta a 16,57 e minaccia da vicino la testa della gara. Al quinto turno spunta il connazionale Fedoseev che con 16,58 si issa in seconda posizione.

Ma Szmidt mette tutti d'accordo all'ultimo salto con 16,85, che gli vale, oltre alla vittoria, anche il nuovo record olimpico.
| Pos.    | Atleta               | Età | Nazione          | Salti | Salti | Salti | Salti           | Salti           | Salti           | Misura |
| Pos.    | Atleta               | Età | Nazione          | 1°    | 2°    | 3°    | 4°              | 5°              | 6°              | Misura |
| ------- | -------------------- | --- | ---------------- | ----- | ----- | ----- | --------------- | --------------- | --------------- | ------ |
| Oro     | Józef Szmidt         | 29  | Polonia          | 16,37 | 16,65 | 16,58 | n               | 14,55           | 16,85           | 16,85  |
| Argento | Oleg Fedoseev        | 28  | Unione Sovietica | 15,73 | 15,67 | 16,35 | 16,20           | 16,58           | 16,38           | 16,58  |
| Bronzo  | Viktor Kravčenko     | 23  | Unione Sovietica | 16,14 | 16,38 | 16,17 | 16,57           | 16,10           | 15,99           | 16,57  |
| 4       | Frederick Alsop      | 26  | Gran Bretagna    | 16,46 | n     | 16,14 | n               | n               | 16,14           | 16,46  |
| 5       | Şerban Ciochină      | 25  | Romania          | 15,79 | 16,23 | 15,70 | 16,10           | 15,79           | 15,77           | 16,23  |
| 6       | Manfred Hinze        | 31  | Germania         | 15,81 | 16,06 | 16,15 | n               | 13,63           | n               | 16,15  |
| 7       | Georgi Stojkovski    | 23  | Bulgaria         | 15,30 | 15,96 | 16,10 | Non qualificati | Non qualificati | Non qualificati | 16,10  |
| 8       | Hans-Jürgen Rückborn | 24  | Germania         | 16,09 | n     | 15,52 | Non qualificati | Non qualificati | Non qualificati | 16,09  |
| 9       | Ira Davis            | 28  | Stati Uniti      | 15,97 | 15,82 | 16,00 | Non qualificati | Non qualificati | Non qualificati | 16,00  |
| 10      | Takayuki Okazaki     | 24  | Giappone         | 15,69 | n     | 15,90 | Non qualificati | Non qualificati | Non qualificati | 15,90  |
| 11      | Bill Sharpe          | 32  | Stati Uniti      | 15,84 | 15,69 | 15,67 | Non qualificati | Non qualificati | Non qualificati | 15,84  |
| 12      | Jan Jaskólski        | 25  | Polonia          | 15,82 | -     | -     | Non qualificati | Non qualificati | Non qualificati | 15,82  |
| 13      | Mansour Dia          | 24  | Senegal          | 15,40 | n     | 15,44 | Non qualificati | Non qualificati | Non qualificati | 15,44  |